# Banvou
Banvou ist eine französische Gemeinde mit 630 Einwohnern (Stand: 1. Januar 2022) im Département Orne in der Region Normandie. Sie gehört zum Arrondissement Argentan und zum Kanton La Ferté-Macé. Die Einwohner werden Banoïciens genannt.

## Geografie
Die Gemeinde Banvou liegt am kleinen Fluss Morinière, neun Kilometer südlich von Flers. Die Varenne begrenzt die Gemeinde im Norden und im Westen. Umgeben wird Banvou von den Nachbargemeinden Le Châtellier im Westen und Norden und, Saint-André-de-Messei im Nordosten, La Ferrière-aux-Étangs im Osten, Dompierre im Süden sowie Saint-Bômer-les-Forges im Südwesten und Westen.

## Bevölkerungsentwicklung
| Jahr                       | 1962 | 1968 | 1975 | 1982 | 1990 | 1999 | 2011 | 2021 |
| -------------------------- | ---- | ---- | ---- | ---- | ---- | ---- | ---- | ---- |
| Einwohner                  | 535  | 488  | 436  | 418  | 441  | 456  | 659  | 620  |
| Quellen: Cassini und INSEE |      |      |      |      |      |      |      |      |

## Sehenswürdigkeiten
- Kirche Notre-Dame-de-l’Immaculée-Conception et Saint-Ernier aus dem 19. Jahrhundert
- Kapelle Saint-Ernier
- Wasserturm

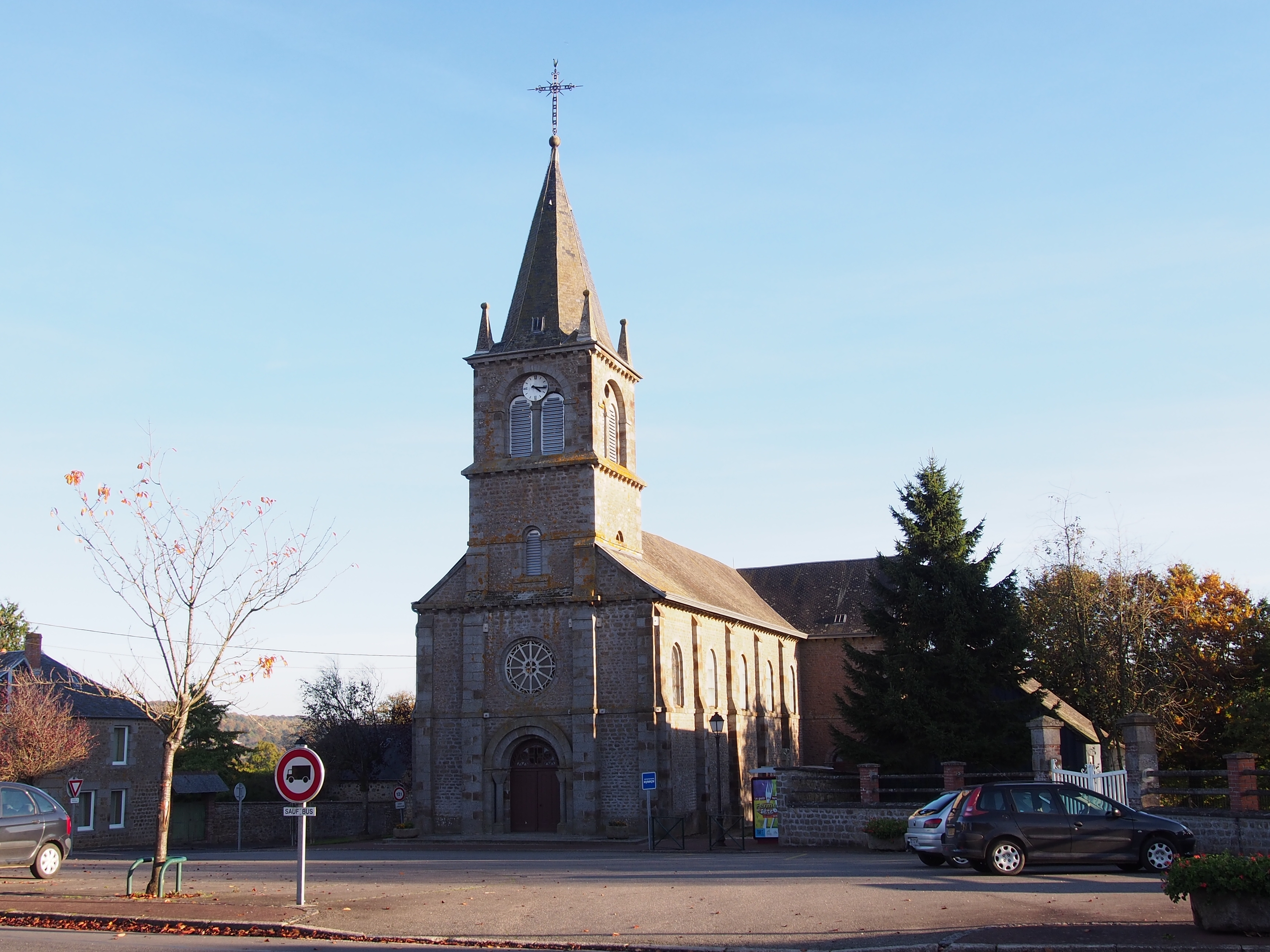
Kirche Notre-Dame-de-l’Immaculée-Conception et Saint-Ernier
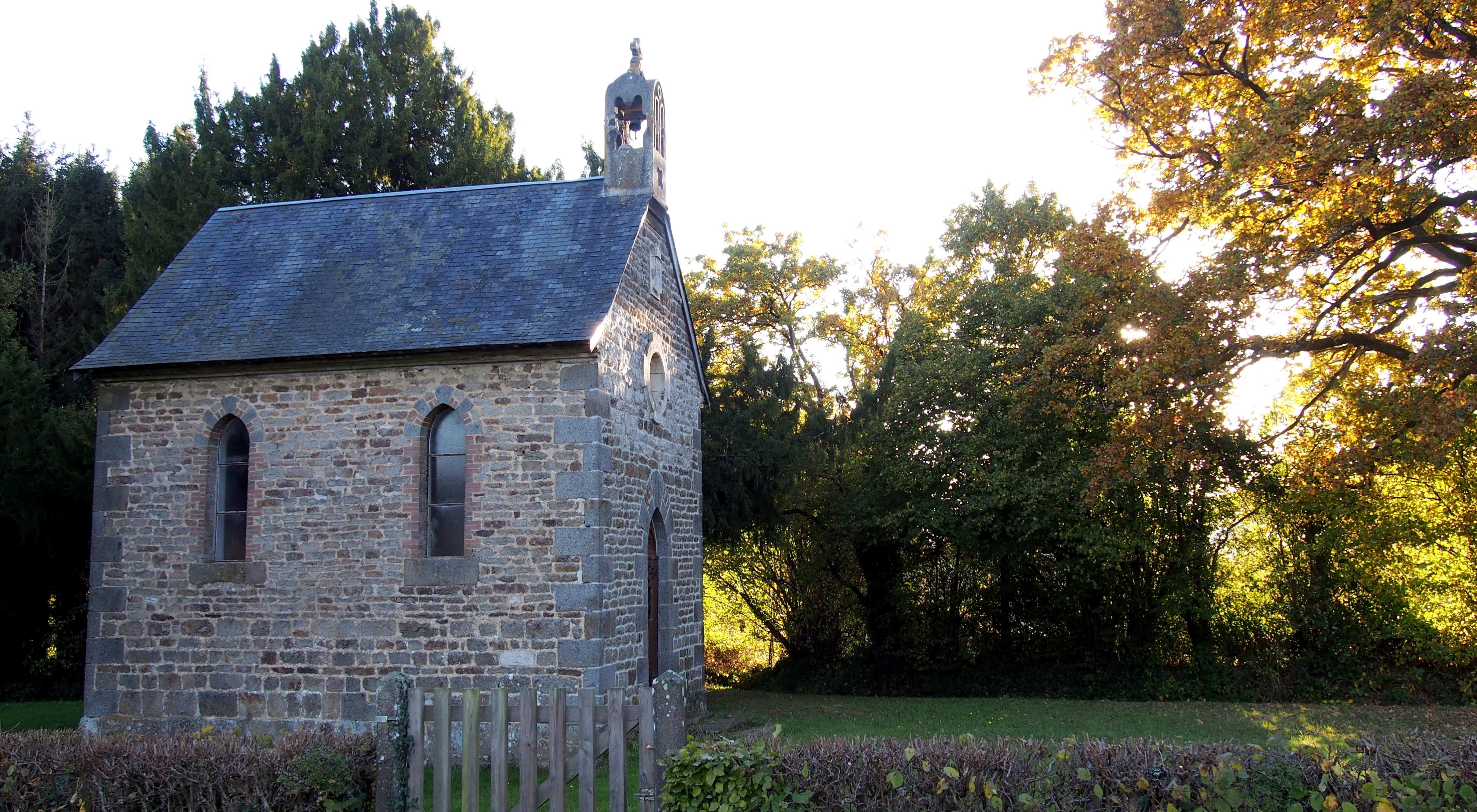
Kapelle Saint-Ernier

## Persönlichkeiten
- Émile de Marcère (1828–1918), Politiker, Innenminister (1876, 1877–1879), hier begraben